# Rosemarie (Hubert-Kah-Lied)
Rosemarie ist ein Lied des deutschen Musikers Hubert Kah, das im Februar 1982 als Single veröffentlicht wurde. Es war Hubert Kahs erste Singleveröffentlichung, der erste Charterfolg der Gruppe sowie als Top-Ten-Hit im gesamten deutschsprachigen Raum ihr Durchbruch. Im Juni 1982 erschien eine englischsprachige Version unter dem Titel Rosemary.

## Entstehung und Rezeption
Den Song schrieb Hubert Kah gemeinsam mit Markus Löhr. Produziert wurde der Song von Claus Zundel und Theo Werdin.
Rosemarie war auf Hubert Kahs Album Meine Höhepunkte enthalten. Es erschien auch als 7"-Single und als 12"-Maxi-Single bei Polydor. Auf der B-Seite befand sich jeweils der Song Du bist so schön. Die Single konnte sich auf Platz drei der deutschen Single-Charts platzieren und war 25 Wochen in der Hitliste. In Österreich erreichte der Song Platz fünf und war zehn Wochen platziert, in der Schweiz Platz sechs (sechs Wochen). Die Single erreichte 2015 Platinstatus. Der Song erschien auch auf zahlreichen Neue-Deutsche-Welle-Kompilationen.
Hubert Kah trat mit dem Song zweimal in der ZDF-Hitparade auf; die Band wurde per TED-Abstimmung am 3. Mai 1982 auf den zweiten Platz gewählt und durfte daher in der folgenden Ausgabe am 7. Juni 1982 den Song erneut singen.
Die Band erhielt für das Lied 1982 den Bronzenen Löwen von Radio Luxemburg gemeinsam mit Schickeria von der Spider Murphy Gang.

## Coverversionen
Coverversionen existieren unter anderem von Real, Das Potpourri, James Last (alle 1982), Ungelenk (Hurra, hurra, die Flöte brennt, 1994), Mururoa Attäck (2004), Herbert Rahn (2005), Tom Franke feat. Hubert Kah (2017), sowie Rocco Vice (2018).